# أبراهام فلكسنر
أبراهام فلكسنر (13 نوفمبر 1866-21 سبتمبر 1959) كان معلمًا أمريكيًا ، اشتهر بدوره في إصلاح القرن العشرين للتعليم الطبي والعالي في الولايات المتحدة وكندا.
بعد تأسيس وتوجيه مدرسة إعدادية جامعية في مسقط رأسه لويزفيل ، كنتاكي ، نشر فليكسنر تقييمًا نقديًا لحالة النظام التعليمي الأمريكي في عام 1908 بعنوان الكلية الأمريكية: نقد. اجتذب عمله مؤسسة كارنيجي لإجراء تقييم متعمق في 155 كلية طب في الولايات المتحدة وكندا.  كان نتيجة تقريره بعنوان تقرير فلكسنر ، الذي نُشر في عام 1910 ، والذي أطلق شرارة إصلاح التعليم الطبي في الولايات المتحدة وكندا. كان فلكسنر أيضًا مؤسسًا لمعهد الدراسات المتقدمة في برينستون ، والذي جمع بعضًا من أعظم العقول في التاريخ للتعاون في الاكتشاف والبحث الفكري.

## السيرة الشخصية

### حياته المبكرة والتعليم
ولد فلكسنر في لويزفيل بولاية كنتاكي في 13 نوفمبر 1866. وكان السادس من بين تسعة أطفال ولدوا لمهاجرين يهود ألمان ، إيستر وموريتز فليكسنر. كان أول فرد في عائلته يكمل دراسته الثانوية ويلتحق بالكلية.  في عام 1886 ، في سن التاسع عشر ، أكمل فليكسنر درجة البكالوريوس. حصل على درجة الدكتوراه في الكلاسيكيات في جامعة جونز هوبكنز ، حيث درس لمدة عامين فقط. في عام 1905 تابع دراساته العليا في علم النفس في جامعة هارفارد وجامعة برلين. ومع ذلك ، لم يكمل العمل على درجة متقدمة في أي من المؤسستين.

### الحياة الشخصية
كان لفلكسنر ثلاثة أشقاء هم جاكوب وبرنارد وسايمون فلكسنر. كما أن لديه أخت اسمها راشيل فليكسنر.
سمح نجاح التعليم التجريبي لأبراهام فليكسنر له بالمساعدة في تمويل التعليم الطبي لسايمون فليكسنر في كلية الطب بجامعة جونز هوبكنز. شرع في أن يصبح اختصاصي أمراض وجراثيم وباحث طبي يعمل في معهد روكفلر للأبحاث الطبية من عام 1901 إلى عام 1935.
قام فلكسنر أيضًا بتمويل دراسات شقيقته الجامعية في كلية برين ماور. كان جاكوب يدير صيدلية واستخدم أرباح بيع المؤسسة للالتحاق بكلية الطب. ثم مارس مهنته كطبيب في لويزفيل. مارس برنارد مهنة في القانون ومارس لاحقًا في كل من شيكاغو ونيويورك.
في عام 1896 ، تزوج فلكسنر من طالبة سابقة في مدرسته ، آن لازيير كروفورد. كانت معلمة سرعان ما أصبحت كاتبة مسرحية ومؤلفة أطفال. نجح نجاح مسرحية السيدة ويغز من رقعة الملفوف (المستوحاة من رواية عام 1901) في تمويل دراسات فلكسنر في جامعة هارفارد والسنة التي قضاها في الخارج في الجامعات الأوروبية. أيد الزوجان حق المرأة في التصويت ولديهما ابنتان جان وإليانور. ذهب جان ليصبح أحد الموظفين الأصليين لقسم معايير العمل بالولايات المتحدة. أصبحت إليانور فلكسنر باحثة مستقلة ورائدة في دراسات المرأة.
نشأ فلكسنر في أسرة يهودية أرثوذكسية. ومع ذلك ، أصبح في وقت مبكر ملحدًا.
بالإضافة إلى مساهمات شقيقه سيمون ، كان ابن أخيه لويس باركهاوس فلكسنر المدير المؤسس لمعهد ماهوني لعلوم الأعصاب في جامعة بنسلفانيا ومحرر سابق في وقائع الأكاديمية الوطنية للعلوم.

### وفاته
توفي فلكسنر في فولز تشيرش بولاية فيرجينيا عام 1959 عن عمر يناهز 92 عامًا. دفن في مقبرة كيف هيل في لويزفيل ، كنتاكي.

## مسار مهني

### التعليم التجريبي
بعد تخرجه من جامعة جونز هوبكنز في غضون عامين بدرجة علمية في الكلاسيكيات ، عاد فليكسنر إلى لويزفيل لتدريس الكلاسيكيات في مدرسة لويزفيل الثانوية للذكور. بعد أربع سنوات ، أسس فليكسنر مدرسة خاصة يختبر فيها أفكاره المتنامية حول التعليم. عارض فليكسنر النموذج القياسي للتعليم الذي ركز على الانضباط العقلي والبنية الجامدة. علاوة على ذلك ، فإن "مدرسة السيد فليكسنر" لم تقدم درجات تقليدية ، ولم تستخدم مناهج معيارية ، ورفضت فرض امتحانات على الطلاب ، ولم تحتفظ بسجل أكاديمي للطلاب. بدلاً من ذلك ، عززت مجموعات التعلم الصغيرة ، والتنمية الفردية ، ونهج عملي أكثر في التعليم. سرعان ما تم قبول خريجي مدرسته في الكليات الرائدة ، وبدأ أسلوب تدريسه في جذب اهتمام كبير.

### الكلية الأمريكية
في عام 1908 ، نشر فلكسنر كتابه الأول ، الكلية الأمريكية. ينتقد بشدة العديد من جوانب التعليم العالي الأمريكي ، وركز ، على وجه الخصوص ، بمحاضرة الجامعة كطريقة للتعليم. وفقًا لـفليكسنر، مكّنت المحاضرات الكليات من "التعامل بثمن بخس عن طريق البيع بالجملة لمجموعة كبيرة من الطلاب الذين لا يمكن إدارتهم بطريقة أخرى ، وبالتالي منح المحاضر وقتًا للبحث." بالإضافة إلى ذلك ، كان فليكسنر قلقًا بشأن الحالة الفوضوية للمناهج الجامعية وتأثير ثقافة البحث في الجامعة. ولم يساهم أي منهما برسالة الكلية في مخاطبة الشخص كله. كان يخشى أن "البحث قد استحوذ إلى حد كبير على موارد الكلية ، واستبدل أساليب واهتمامات البحث المتخصص للغاية في الأغراض الأكبر للتدريس بالكلية."
جذب كتابه انتباه هنري بريتشيت ، رئيس مؤسسة كارنيجي ، الذي كان يبحث عن شخص ما لقيادة سلسلة من دراسات التعليم المهني. استشهد الكتاب باستمرار ببريتشيت في المناقشات حول وجهات النظر حول الإصلاح التعليمي ، وسرعان ما رتب الاثنان للقاء من خلال رئيس جامعة جونز هوبكنز آنذاك ، إيرا ريمسن. على الرغم من أن فلكسنر لم تطأ قدمه كلية الطب مطلقًا ، فقد كان خيار بريتشيت الأول لقيادة دراسة حول التعليم الطبي الأمريكي ، وسرعان ما انضم إلى فريق البحث في مؤسسة كارنيجي في عام 1908. على الرغم من أنه لم يكن طبيبًا بنفسه ، فقد اختاره بريتشيت من أجل قدرته على الكتابة وازدراءه للتعليم التقليدي.

### تقرير فلكسنر
في عام 1910 ، نشر فليكسنر تقريره فليكسنر ، الذي فحص حالة التعليم الطبي الأمريكي وأدى إلى إصلاح بعيد المدى في تدريب الأطباء. أدى تقرير فليكسنر إلى إغلاق معظم كليات الطب الريفية وخمسة من أصل سبع كليات طبية أمريكية أفريقية في الولايات المتحدة نظرًا لالتزامه بنظرية الجراثيم ، والتي جادل فيها بأنه إذا لم يتم تدريبهم ومعالجتهم بشكل صحيح ، فإن الأمريكيين الأفارقة والفقراء يشكلون تهديد صحي للأمريكيين الأوروبيين من الطبقة المتوسطة / العليا 
كان رأيه:
"ستقتصر ممارسة الطبيب الأسود على عرقه الخاص ، والذي بدوره سيهتم به أطباء السود الجيدون أكثر من أولئك البيض الفقراء. لكن الرفاهية الجسدية ليست لحظة فقط بالنسبة للسود نفسهم. يعيش عشرة ملايين منهم على اتصال وثيق بستين مليون من البيض. الأسود لا يعاني فقط من الدودة الشصية والسل ؛ إنه ينقلهم إلى جيرانه البيض ، بالضبط كما يلوثه الأبيض الجاهل والمؤسف. الحماية الذاتية لا تقل عن ما تقدمه الإنسانية من مشورة ثقيلة في هذا الشأن ؛ ثواني المصلحة الذاتية العمل الخيري. يجب أن يتعلم الاسود ليس فقط من أجله ، ولكن من أجلنا. إنه ، بقدر ما تراه العين البشرية ، عامل دائم في الأمة".
ومن المفارقات أن إحدى المدارس ، كلية الطب لويزفيل الوطنية ، كانت تقع في مسقط رأس فلكسنر. رداً على التقرير ، قامت بعض المدارس بفصل أعضاء هيئة التدريس في عملية الإصلاح والتجديد.

### التأثير على أوروبا
سرعان ما أجرى فلكسنر دراسة ذات صلة بالتعليم الطبي في أوروبا. وفقًا لبونر (2002) ،" أصبح عمل فلكسنر معروفًا تقريبًا في أوروبا كما هو الحال في أمريكا."وبتمويل من مؤسسة روكفلر ، كان لفلكسنر "... تأثيرًا حاسمًا على مسار التدريب الطبي و ترك بصمة دائمة على بعض كليات الطب الأكثر شهرة في البلاد. للتوقف أو القراءة أو العمل أو التفكير ". يصف بونر (2002) فلكسنر بأنه "أشد ناقد وأفضل صديق للطب الأمريكي على الإطلاق".

### مدرسة لينكولن الجديدة
بين عامي 1912 و 1925 ، عمل فلكسنر في مجلس التعليم العام لمؤسسة روكفلر ، وبعد عام 1917 كان سكرتيرًا لها. بمساعدة المجلس ، أسس مدرسة تجريبية أخرى ، مدرسة لينكولن ، التي افتتحت في عام 1917 ، بالتعاون مع أعضاء هيئة التدريس في كلية المعلمين في جامعة كولومبيا.

### معهد الدراسات المتقدمة
المقال الرئيسي: معهد الدراسات المتقدمة
تم تعيين عائلة بامبيرغر ، ورثة ثروة متجر التخزين ، على إنشاء كلية الطب في نيوارك ، نيو جيرسي التي أعطت تفضيل القبول للمتقدمين اليهود في محاولة لمكافحة التحيز المتفشي ضد اليهود في مهنة الطب في ذلك الوقت. أخبرهم فلكسنر أن المستشفى التعليمي والكليات الأخرى تتطلب مدرسة ناجحة. بعد بضعة أشهر ، في يونيو 1930 ، أقنع أشقاء بامبيرغر وممثليهم بتمويل تطوير معهد الدراسات المتقدمة بدلاً من ذلك.
ترأس فلكسنر المعهد من عام 1930 إلى عام 1939 وكان يضم هيئة تدريس مشهورة بما في ذلك كورت جودل وجون فون نيومان.
خلال فترة وجوده هناك ، ساعد فلكسنر في جلب العديد من العلماء الأوروبيين الذين من المحتمل أن يكونوا قد عانوا من الاضطهاد من قبل الحكومة النازية الصاعدة. وشمل ذلك ألبرت أينشتاين ، الذي وصل إلى المعهد في عام 1933 تحت إدارة فلكسنر.

### الجامعات: الأمريكية والإنجليزية والألمانية
في جامعاته عام 1930: الأمريكية والإنجليزية والألمانية ، عاد فلكسنر إلى اهتمامه السابق بالارشاد والغرض من الجامعة الأمريكية ، حيث هاجم الانحرافات عن التعلم الجاد ، مثل ألعاب القوى بين الكليات ، والحكومة الطلابية ، والأنشطة الطلابية الأخرى.

## ميراث
كان لتقرير فلكسنر وعمله في مجال التعليم تأثير دائم على التعليم الطبي والتعليم العالي. تشمل التأثيرات المحددة لتقرير فليكسنر على الطب الأمريكي والكندي ما يلي:
- زاد متوسط جودة الطبيب بشكل ملحوظ [15]
- أصبح الطب مهنة مربحة ومحترمة
- يجب أن يتلقى الطبيب ما لا يقل عن ست سنوات ، ويفضل ثماني سنوات من التعليم بعد الثانوي ، عادة في بيئة جامعية
- يعتمد التعليم الطبي على البحث ، وتحديداً في مجالات علم وظائف الأعضاء البشرية والكيمياء الحيوية
- يتبع البحث الطبي نفس بروتوكولات البحث العلمي
- يجب أن توافق حكومة الولاية على تأسيس أي كلية طب وتخضع كليات الطب للوائح الدولة
- تشرف فروع الولاية للجمعية الطبية الأمريكية على جميع كليات الطب التقليدية في كل ولاية
- يقوم معهد الدراسات المتقدمة ، الذي شارك في تأسيسه فليكسنر ، بإجراء أبحاث قيمة لأكثر من 80 عامًا في محاولة لفهم تعقيدات العالم المادي والإنسانية

## مرتبة الشرف
- أنشأت جمعية الكليات الطبية الأمريكية جائزة أبراهام فليكسنر للخدمة المتميزة للتعليم الطبي للاعتراف سنويًا بالأفراد الذين قدموا مساهمة ملحوظة في التعليم الطبي الأمريكي.[16] في عام 2020 ، "في ضوء الكتابات العنصرية والمتحيزة جنسيًا" أعادت AAMC تسمية الجائزة ، وإزالة اسم فلكسنر.[17]
- حصلت كلية الطب بجامعة كنتاكي على جائزة أكاديمية التميز للمعلمين الطبيين في التعليم الطبي ، والتي كانت تُسمى سابقًا جائزة المعلم أبراهام فلكسنر ماستر، لتقدير الإنجاز في ست فئات:
- القيادة التربوية والإدارة
- مساهمة تعليمية أو إرشاد متميز
- الابتكار التربوي وتطوير المناهج
- التقويم التربوي والبحث
- تطوير أعضاء هيئة التدريس في التربية [18]
- تم تسمية طريقة ابراهام فليكسنر في منطقة مستشفى وسط مدينة لويزفيل من قبل مجلس مجلس لويزفيل لألدرمين في نوفمبر 1978 لتكريم فلكسنر.

## فهرس
- 1908. الكلية الأمريكية: نقد أرشفة 9 نوفمبر 2019 ، في آلة واي باك
- 1910. ا لتعليم الطبي في الولايات المتحدة وكندا.
- 1910. التعليم الطبي في الولايات المتحدة وكندا (في كتب جوجل).
- 1912 . التعليم الطبي في أوروبا ؛ تقرير لمؤسسة كارنيجي للنهوض بالتعليم.
- 1916. مدرسة حديثة.
- 1916 (مع فرانك ب. باكمان). التعليم العام في ولاية ماريلاند: تقرير إلى لجنة المسح التربوي في ماريلاند
- 1918 (مع FB Bachman). مدارس غاري.
- 1927 "هل يقدر الأمريكيون حقًا التعليم؟" محاضرة إنجليس 1927 (مطبعة جامعة هارفارد)
- 1928. عبء الإنسانية. محاضرة تايلور في جامعة أكسفورد.
- 1930. الجامعات: الأمريكية والإنجليزية والألمانية.
- 1939. فلكسنر أبراهام (1939 يونيو / نوفمبر). فائدة المعرفة غير المجدية. هاربرز ، العدد 179 ، ص 544-552
- 1940. أتذكر: السيرة الذاتية لابراهام فليكسنر. سايمون وشوستر. أرشيف النص الكامل 28 يوليو 2012 ، في آلة واي باك
- 1943. سيرة ذاتية ل هنري سميث بريتشيت

## المزيد
- تشارلز فلكسنر (مواليد 1956) ، طبيب أمريكي ، عالم صيدلاني إكلينيكي ، أكاديمي ، مؤلف وباحث
- جيمس توماس فلكسنر (1908-2003) ، مؤرخ وكاتب سيرة أمريكية
- سايمون فلكسنر (1863–1946) ، طبيب وعالم ومسؤول وأستاذ

## روابط خارجية
- جاكوب ، فلكسنر الآخر (يقدم معلومات عن السيرة الذاتية لإبراهيم)
- إيمي إي ويلز: "فلكسنر ، أبراهام (1866–1959)." في: موسوعة التربية والتعليم. 2002.
- سيرة فلكسنر من معهد الدراسات المتقدمة
- أبراهام فلكسنر وعصر إصلاح التعليم الطبي. (يضع فليكسنر وإسهاماته بشكل حاسم في سياق الإصلاح الاجتماعي والتعليمي في ذلك الوقت)
- النص الكامل لـ "التعليم الطبي في الولايات المتحدة وكندا ؛ تقرير إلى مؤسسة كارنيجي للنهوض بالتعليم"